# Mortlocks
Mortlocks è uno dei cinque distretti dello stato di Chuuk, degli Stati Federati di Micronesia. Conta 6 879 abitanti (2008).
In base alla costituzione di Chuuk, le isole sono suddivise nelle seguenti municipalità:
1. Ettal (208 ab./2008)
2. Kuttu (1.235 ab./2008)
3. Lukunoch (1.104 ab./2008)
4. Losap (435 ab./2008)
5. Moch (869 ab./2008)
6. Nama (1.151 ab./2008)
7. Namoluk (410 ab./2008)
8. Oneop (447 ab./2008)
9. Pis-Emmwar (397 ab./2008)
10. Satowan (1.142 ab./2008)
11. Ta (215 ab./2008)